# ألبان شتولتس
ألبان شتولتس (بالألمانية: Alban Stolz) (و. 1808 – 1883 م) هو كاتب، وعالم عقيدة، وتربوي ألماني، ولد في بول، توفي في فرايبورغ، عن عمر يناهز 75 عاماً.